# 古普夫山
47°25′48″N 9°29′34″E / 47.43008°N 9.49284°E

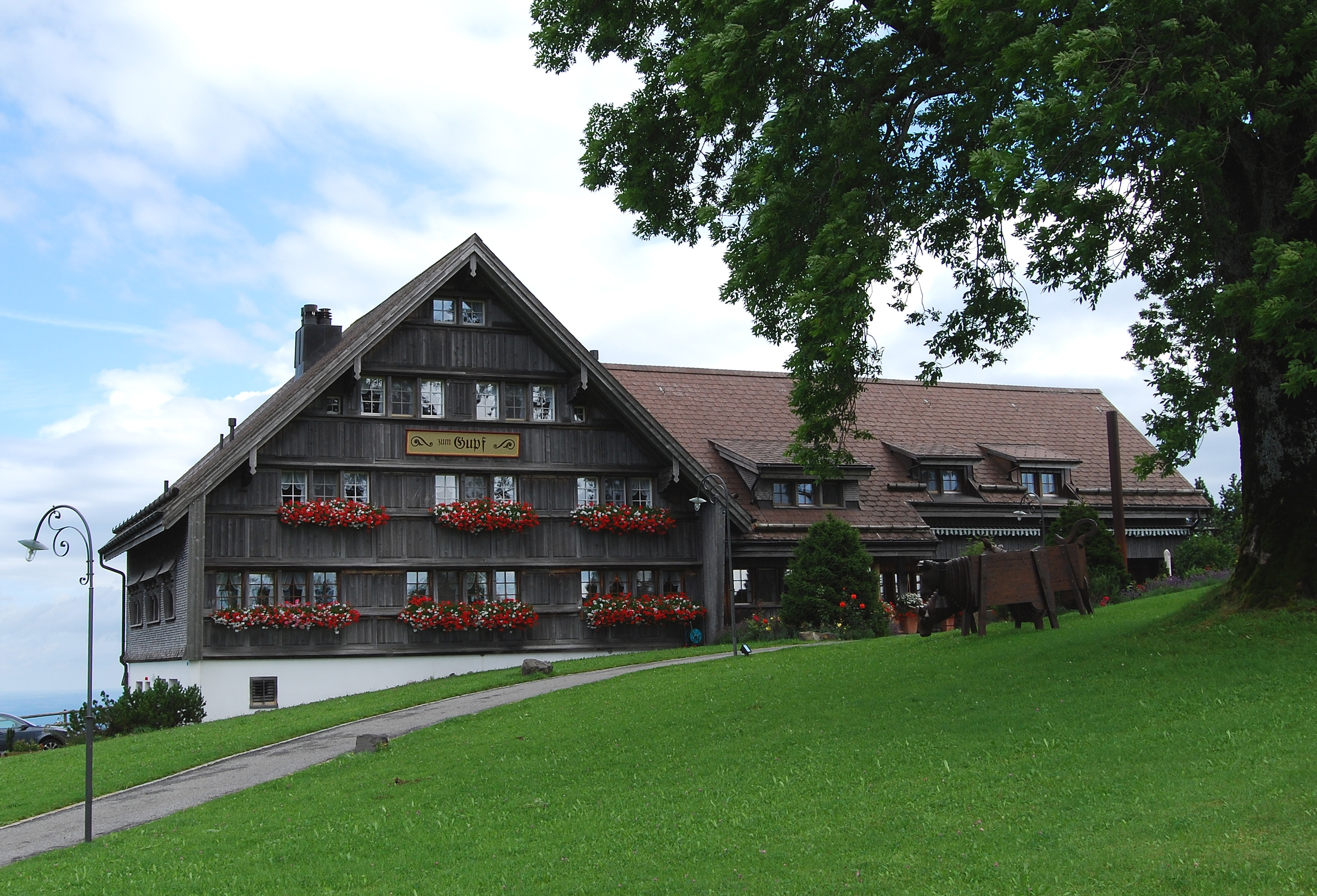

古普夫山（德語：Gupf AR），是瑞士的山峰，位於該國東北部，由外阿彭策爾州負責管轄，距離凱恩山0.8公里，俯瞰博登湖，海拔高度1,089米，山上設有酒店、餐廳和農場。